# جيوفاني ماجينتا
كان جيوفاني ماجينتا (1565–1635) مهندسًا معماريًا إيطاليًا . قام بتصميم كاتدرائية سان بيترو في بولونيا (1605). تم تعديله لاحقًا بواسطة ألفونسو توريجياني (1765). قام بتصميم كنيسة سان سالفاتوري في بولونيا (1605-1623) وسان باولو (التي بدأت عام 1606).

## مجلات ليوناردو
عهدت دفاتر ليوناردو دافنشي إلى تلميذه ووريثه فرانشيسكو ميلزي بعد وفاة ليوناردو للنشر.   بعد وفاة ميلزي في عام 1570 ، انتقلت المجموعة إلى نجله ، المحامي أورازيو ، الذي لم يهتم في المجلات في البداية. في عام 1587 ، أخذ المدرس من ميلزي يدعى Lelio Gavardi 13 من المخطوطات إلى فلورنسا ، بقصد تقديمها إلى دوق توسكانا الكبير . ومع ذلك ، بعد وفاة فرانشيسكو الأول دي ميديتشي المفاجئة ، أخذهم غافاردي إلى بيزا ليعطي قريبه ألدوس مانوتيوس الأصغر ؛ هناك ، عانت ماجنتا غافاردي لأنها أخذت المخطوطات بشكل غير قانوني. اعترف غافاردي بخطئه وطلب من ماجنتا ، الذي أنهى دراسته وكان في طريقه إلى ميلانو ، إعادتها إلى أورازيو. لديه العديد من هذه الأعمال في حوزته ، أهدى أورازيو المجلدات الثلاثة عشر إلى ماجنتا. عندما انتشرت أخبار هذه الأعمال المفقودة من ليوناردو ، استعاد أورازيو سبعة من 13 مخطوطة من شقيق ماجنتا ، وأعطاها إلى بومبيو ليوني لنشرها في مجلدين ؛ واحدة من هذه كانت مخطوطة أتلانتيكس
. 